# Lucie (album)
Lucie je debutové studiové album české hudební skupiny Lucie, vydané v roce 1990. Obsahuje celkem 10 písní, z větší části autorských. Na dosud vydaných dvou kompilačních albech skupiny byly jako hity z této desky vybrány písně Oheň, Troubit na trumpety by se nám líbilo, Dotknu se ohně a Mít tě sám (viz album Vše nejlepší 88–99 z roku 1999 a The Best of Lucie z roku (2009). Fotografii na obal desky pořídil P. Šafrata. Zachycuje sousoší tvořené čtyřmi nahými členy skupiny s těly pomazanými směsí oleje a bronzového prášku, kteří pózují na modrém piedestalu.

## Seznam skladeb (LP, MC, CD)
| Pořadí         | Název                                | Hudba           | Text           | Délka |
| -------------- | ------------------------------------ | --------------- | -------------- | ----- |
| 1.             | Oheň                                 | LUCIE           | Koller         | 4:07  |
| 2.             | Troubit na trumpety by se nám líbilo | Koller          | Koller, Dvořák | 3:34  |
| 3.             | Zastavit stát raz dva                | P.B.CH., Kodym  | Koller         | 4:53  |
| 4.             | Klece                                | Koller, P.B.CH. | Vondrášek      | 4:37  |
| 5.             | Dotknu se ohně                       | Kodym           | Kodym          | 5:23  |
| 6.             | Mít tě sám                           | Koller          | Koller         | 4:19  |
| 7.             | Šrouby do hlavy                      | ORM             | Fišer          | 4:08  |
| 8.             | Jdem dál                             | Kodym           | Koller         | 4:21  |
| 9.             | Utíkej                               | LUCIE           | Mařan          | 3:54  |
| 10.            | Nech to stát                         | Koller          | Koller         | 3:18  |
| Celková délka: | Celková délka:                       | Celková délka:  | Celková délka: | 42:37 |

## Sestava skupiny v době natáčení alba
- Michal Dvořák
- Robert Kodym
- David Koller
- P.B.CH.

## Hosté
- Petr Dvořák (ORM) (syntezátory)
- Pavel Růžička (ORM) (kytara)
- Radim Hladík (kytara)
- Vladimír Tesařík (vokály)
- Richard Tesařík (vokály)

## Koncertní prezentace
Ačkoliv celý rok 1990 skupina intenzivně koncertovala, vyrazila při příležitosti vydání desky na turné Tour '90, v jehož rámci odehrála od října do prosince celkem 29 koncertů a pořídila televizní dokument Lucie Tour '90 v režii Davida Ondříčka a Martina Bence. 

## Ocenění a prodejnost
Prvotní výrobní náklad desky, který byl v říjnu 1990 uveden do prodeje, činil 100.000 kusů.

## Detaily
- Původní název desky měl být Fuck off (viz nápis na piedestalu zlatého sousoší na obalu) nebo Oheň.[4]
- Píseň Šrouby do hlavy vyšla na sedmipalcovém vinylovém singlu už v roce 1988 pod názvem Pár fíglů, David Koller ji ve studium ORM nazpíval napoprvé a výsledek byl tak dobrý, že se demo už dále nepřetáčelo. Kvůli nulovému podílu ostatních členů kapely se Lucie od písně v první polovině 90. let spíše distancovala.[5]
- Skladby Šrouby do hlavy a Mít tě sám se dočkaly při příležitosti vydání výběrového alba Vše nejlepší 88–99 nových remixů, jejichž autorem byl Jan P. Muchow a natočeny k nim byly i videoklipy.[6]